# Le Gang des chaussons aux pommes
Pour les articles homonymes, voir Gang (homonymie).
Série
Le Retour du gang des chaussons aux pommes
(1979)
Pour plus de détails, voir Fiche technique et Distribution.
Le Gang des chaussons aux pommes (The Apple Dumpling Gang) est un film américain de Norman Tokar, sorti en 1975. Produit par Walt Disney Productions, le film est une adaptation cinématographique du roman de jeunesse du même nom de Jack M. Bickham.

## Synopsis
En 1879, dans l'Ouest américain. Russell Donavan est un jeune homme célibataire, très doué pour le poker. En route pour La Nouvelle-Orléans, il s'arrête dans la ville de Quake City. Il y retrouve un vieil associé, John Whintle. Ce dernier est sur le point de partir pour San Francisco. Russell signe alors un papier à propos de marchandises à récupérer pour John dans une diligence qui arrive le lendemain. Russell comprend qu'il s'est fait avoir quand dans ladite diligence arrivent trois jeunes orphelins : Bobby, Clovis et Celia Bradley. Russell les prend finalement sous son aile. Cependant, tout se complique quand les trois enfants découvrent une mine d'or abandonnée. Dès lors, toute la ville est très intéressée par ces enfants jadis délaissés. Mais les trois orphelins restent fidèles et reconnaissants envers Russell. Ils vont échafauder un plan : se faire dérober leur or par Theodore et Amos, deux voleurs très très maladroits formant le « gang des chaussons aux pommes » (en raison de leur attirance pour les chaussons aux pommes.

## Fiche technique
- Titre original : The Apple Dumpling Gang
- Titre français : Le Gang des chaussons aux pommes
- Réalisation : Norman Tokar
- Scénario : Don Tait, d'après le roman The Apple Dumpling Gang de Jack M. Bickham
- Direction artistique : John B. Mansbridge, Walter H. Tyler
- Décors : John A. Kuri
- Costumes : Shelby Anderson
- Photographie : Frank V. Phillips
- Son : Frank Regula
  - Superviseur sonore : Herb Taylor
- Montage : Ray de Leuw
- Musique : Buddy Baker
- Effets spéciaux : Art Cruickshank, Danny Lee
- Costumes : Shelby Anderson, Emily Sundby
- Maquillage : Robert J. Schiffer
- Coiffure : La Rue Matheron
- Production : Bill Anderson
- Société de production : Walt Disney Productions
- Société de distribution : Buena Vista Distribution Company
- Pays de production :  États-Unis
- Langue originale : anglais
- Format : Couleur (Technicolor) - 35 mm - 1,75:1 - Son : Mono (RCA Photophone Sound Recording)
- Genre : western, comédie
- Durée : 100 minutes
- Dates de sortie[1] : 
  - États-Unis : 1er juillet 1975
  - France : 22 juin 1977

Sauf mention contraire, les informations proviennent des sources suivantes : Leonard Maltin, Mark Arnold, IMDb

## Distribution
- Bill Bixby (VQ : Daniel Roussel) : Russell Donovan
- Susan Clark (VF : Élisabeth Chouvalidzé) : Magnolia « Dusty » Clydesdale
- Don Knotts (VQ : Jean-Louis Millette) : Theodore Ogelvie
- Tim Conway (VQ : Yvon Thiboutot) : Amos Tucker
- David Wayne : le colonel T. R. Clydesdale
- Slim Pickens (VQ : Yves Massicotte) : Frank Stillwell
- Harry Morgan (VQ : Robert Rivard) : Homer McCoy
- John McGiver : Leonard Sharpe
- Don Knight : John Wintle
- Clay O'Brien : Bobby Bradley
- Brad Savage (en) (VQ : Flora Balzano) : Clovis Bradley
- Stacy Manning (VQ : Jocelyne Goyette) : Celia Bradley
- Dennis Fimple (en) : Rudy Hooks
- Pepe Callahan : Clemons
- Iris Adrian : Poker Polly
- Fran Ryan : Mrs Stockley
- Bing Russell : Hern Dally
- James E. Brodhead : The Mouthpiece
- Jim Boles : Easy Archie
- Olan Soule : Rube Cluck
- Tom Waters : Rowdy Joe Dover
- Dawn Little Sky : Big Foot
- Joshua Shelley (en) : Broadway Phil
- Richard Lee-Sung : Oh So
- Arthur Wong : No So
- Dick Winslow (en) : Slippery Sid
- Bill Dunbar : Fast Eddie
- Wally Berns : Cheating Charley
- Larry Vincent : un homme en ville
- Charles Wagenheim : vieux prospecteur

Sauf mention contraire, les informations proviennent des sources suivantes : Leonard Maltin, Mark Arnold, IMDb
 Source et légende : version québécoise (VQ) sur Doublage.qc.ca

## Production
Le scénario est inspiré du roman de jeunesse The Apple Dumpling Gang de Jack M. Bickham publié en 1971 (en France en 1977 sous le titre Le Gang des chaussons aux pommes).
Le tournage a lieu dans l'Oregon (notamment à Bend et dans la forêt nationale de Deschutes). Des scènes sont par ailleurs tournées en Californie : forêt nationale de Los Padres, Santa Clarita, le Disney's Golden Oak Ranch de Newhall et Stockton. Le tournage a aussi utilisé une plage artificielle située dans les Walt Disney Studios Burbank existant depuis le tournage des Trois Caballeros (1944) mais détruite en 1984 pour faire place à des parking et bureaux. Le banc de sable a été détruit, rasé et remplacé pour ressembler au décor après l'explosion de la bombe, comme l'indique le chef décorateur John A. Kuri. Le film a utilisé la zone Zorro du studio, elle aussi détruite dans les années 1980.
La chanson The Apple Dumpling Gang a été écrite par Shane Tatum et interprétée par Randy Sparks (en) et The Black Porch Majority.

### Les acteurs
Il s'agit du premier film du duo Don Knotts / Tim Conway qui ont travaillé à de nombreuses reprises pour des productions Disney Gus (1976) ou Le Retour du gang des chaussons aux pommes (1979). Le duo a aussi fait des films non Disney comme The Prize Fighter (en) (1979) ou  Deux Débiles chez le fantôme (The Private Eyes, 1981). Avec ce film, Bill Bixby participe pour la seule et unique fois à un film Disney, malgré une image proche de celle de l'entreprise. Mark Arnold pense que le rôle devait être attribué à James Garner mais qu'il avait quitté le studio peu de temps avant. L'acteur Clay O'Brien, de son vrai nom Clay O'Brien Copper, est méconnaissable dans le rôle de l'aîné Bobby Bradley, son quatrième contrat avec Disney depuis son rôle d'un enfant dans Un petit Indien (1973). Pour ce premier film, il était âgé de 11 ans et s'était présenté à l'audition en habit d'Indien avec une perruque noire pour cacher ses cheveux blonds.
La scène de combat avec Susan Clark n'a pas nécessité de doublure mais était très chorégraphiée avec des objets cassables ou en caoutchouc. Don Knotts avait lui recours à une doublure pour les cascades tandis que Tim Conway réalisait les siennes. Brad Savage explique que son costume était celui de Kevin Corcoran plus d'une décennies auparavant, le nom était encore imprimé dans la casquette, probablement pour le rôle de James Boone dans la série télévisée Daniel Boone (1960).
Il s'agit de la dernière apparition à l'écran de Larry Vincent, acteur spécialisé dans le western, décédé avant la sortie du film le 9 mars 1975. C'est aussi le dernier film de l'acteur John McGiver décédé le 9 septembre 1975 quelques mois après la sortie du film.

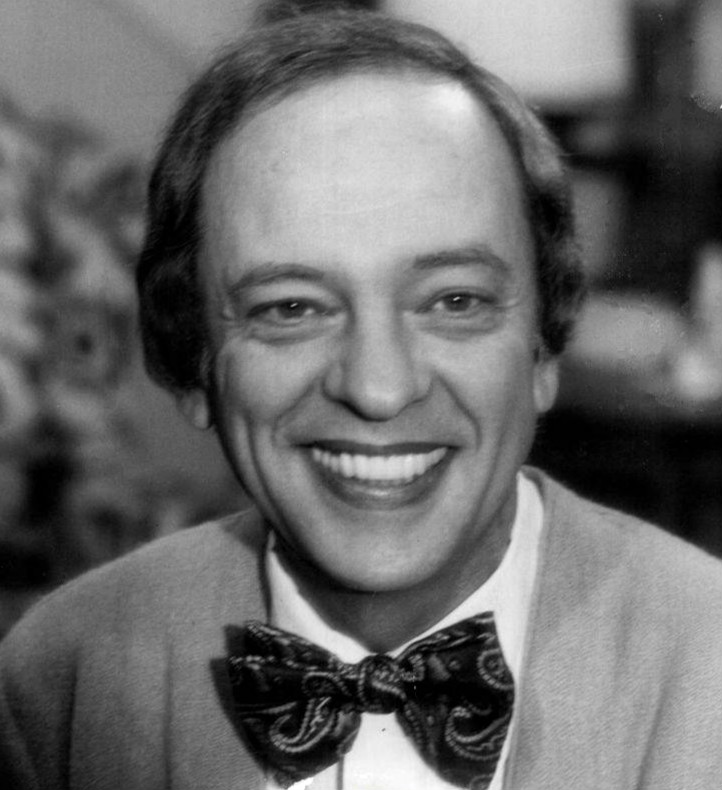
Don Knotts en 1975
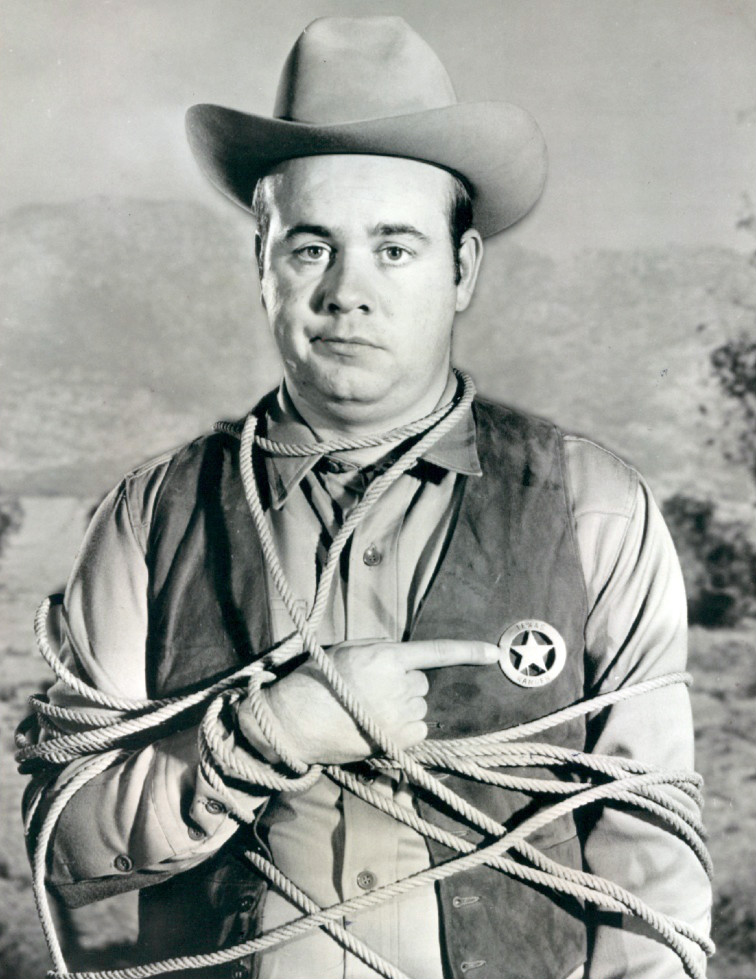
Tim Conway en 1966 pour la série Rango
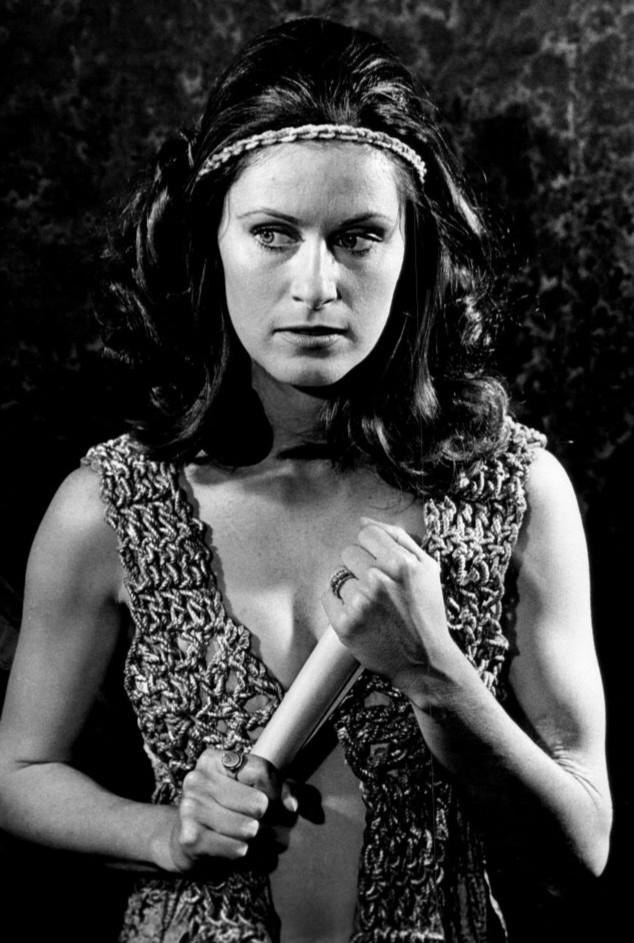
Susan Clark en 1972 dans le rôle de Lady Macbeth.
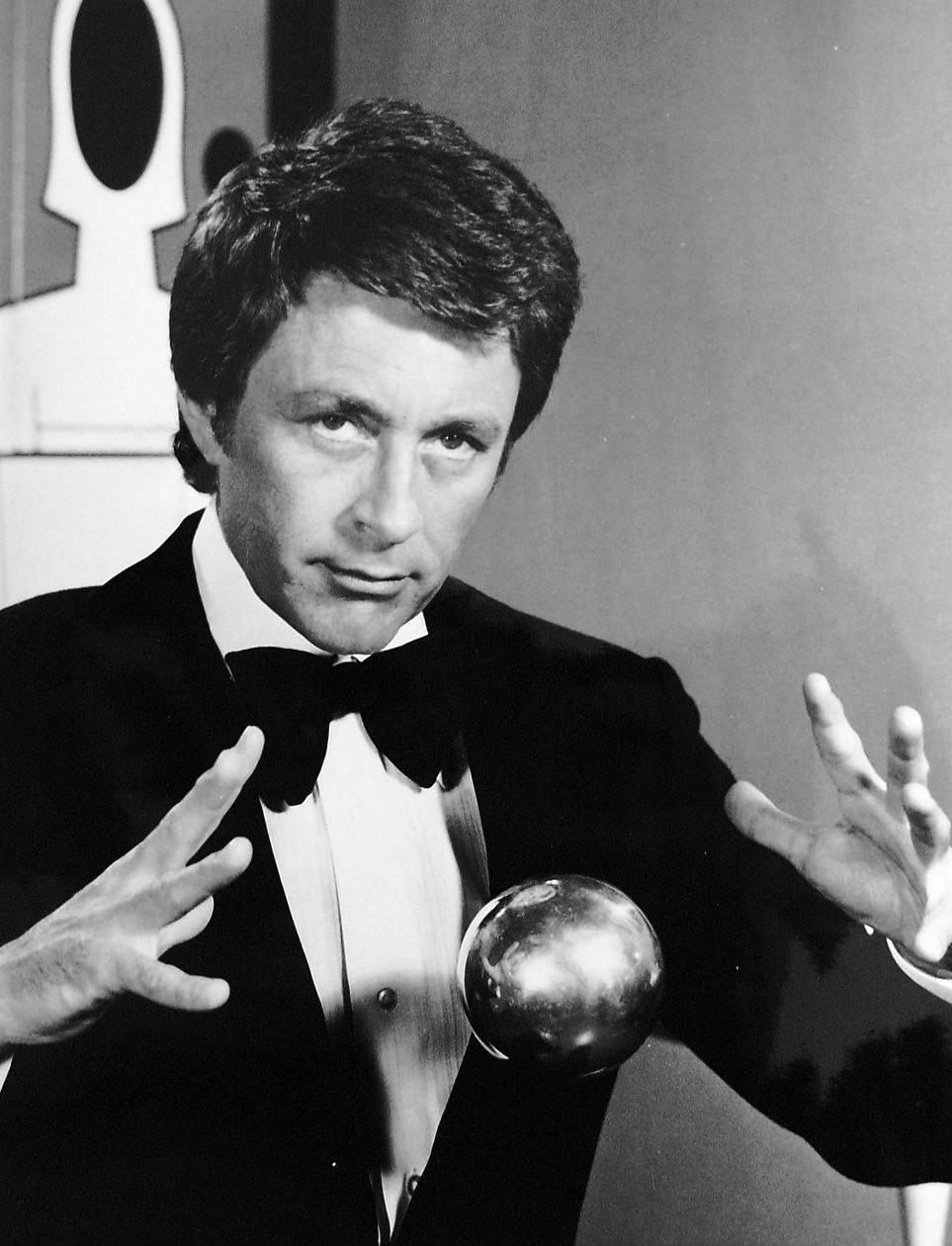
Bill Bixby en  1973 dans la série Le Magicien.

Durant le tournage, les acteurs devaient étouffer leurs rires quand ils étaient hors champs.

## Accueil
Le film est un succès commercial et récolte 36 853 000 $ rien qu'aux Etats-Unis. Cette sortie en 1975 'est le plus important succès du studio des années 1970, marquant une forme de retour
Le film s'inscrit dans la lignée de nombreux westerns en prises de vues réelles produits par les studios Disney entre les années 1950 et 1970 après le succès de la série Davy Crockett (1954-1955). Le film incorpore également l'humour burlesque que Disney lance notamment avec des films comme Quelle vie de chien ! (1959).
Pour Mark Arnold, le film est drôle et divertissant, et fait partie de ses films préférés. La sortie en DVD a permis d'ajouter un commentaire audio et un documentaire dans lesquels participent Susan Clark, Tim Conway, Stacy Manning, Clay O'Brien, Don Knotts et Brad Savage. Mark Arnold considère ces productions comme inintéressantes sauf pour savoir que le tournage a été joyeux et que Norman Tokar a été bon, ou la sympathie de Bill Bixby et Harry Hogan. Le DVD comporte aussi un documentaire sur le plateau de tournage au sein des Walt Disney Studios Burbank auquel participe Dave Smith. Mark Arnold souligne que le studio était encore à l'image de ce que Walt Disney avait connu, ce que le chef décorateur John A. Kuri confirme en indiquant que les décors des studios de Burbank étaient encore utilisés. Arnold précise que comme d'autres films célèbres tel La Panthère rose, le titre du film n'est pas attribué aux bons personnages dans les suites car le nom du gang est celui des enfants et non pas des voleurs Amos et Théodore.

## Suites et reprises
Le succès en salle du film a permis le lancement de la production d'une suite Le Retour du gang des chaussons aux pommes, sortie en 1979 et réalisée par Vincent McEveety. Un téléfilm est aussi réalisé en 1982; intitulée Tales of the Apple Dumpling Gang. Disney produit ensuite une sitcom intitulée Gun Shy  diffusée en 1983 mais qui n'a pas duré longtemps. Aucun acteurs des films y est présent et Barry Van Dyke incarne Russell Donovan. La série ne comporte que 6 épisodes.
Le film a été diffusé plusieurs fois à la télévision en 1976 dans The Wonderful World of Disney sur NBC  puis en 1980, 1986 et 1989 dans Disney's Wonderful World toujours sur NBC